# Cambridge (Massachusetts)

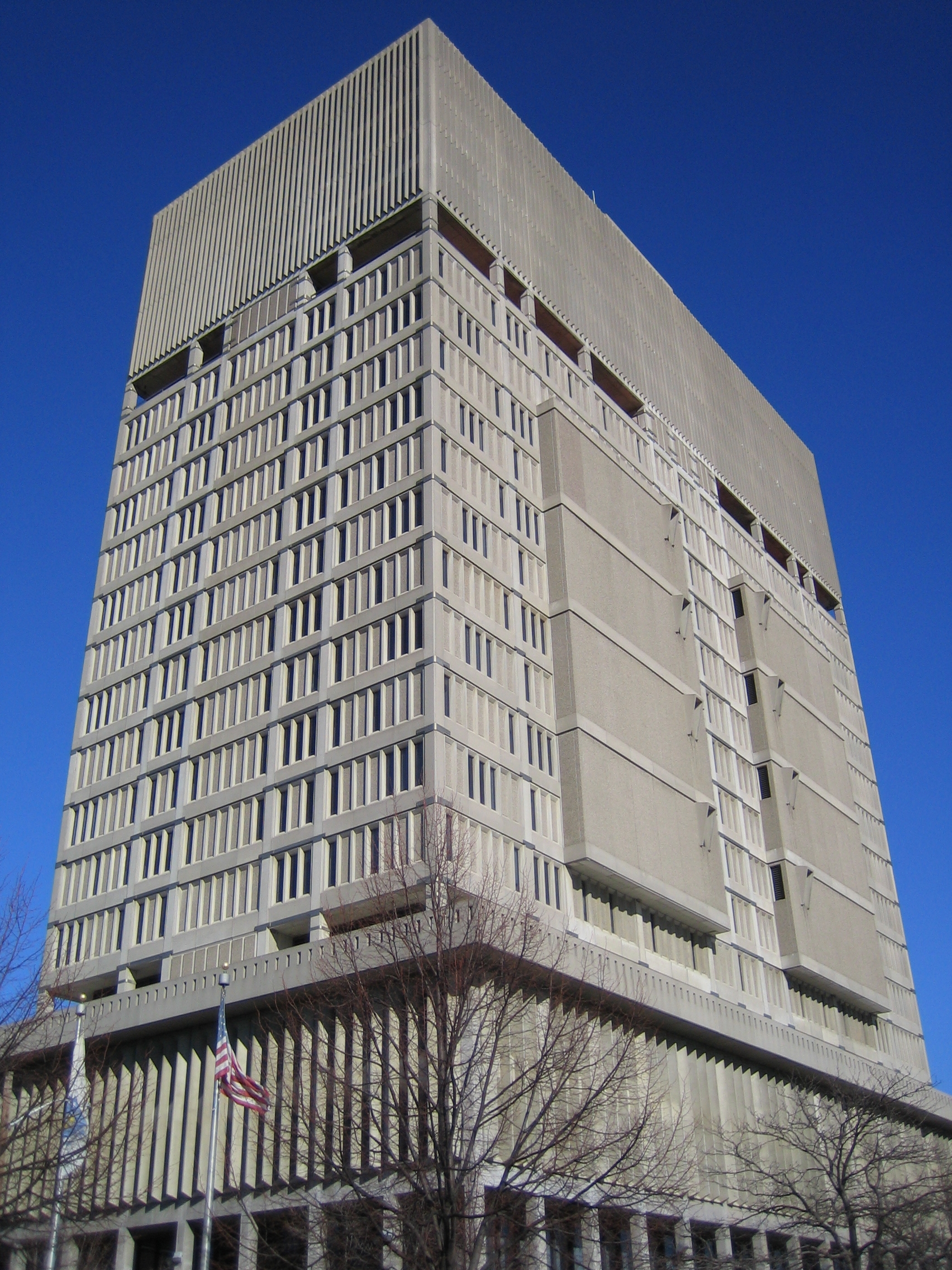
Superior Court des Middlesex Countys

Cambridge [ˈkeɪmbrɪdʒ] ist eine Stadt im US-Bundesstaat Massachusetts und ein Vorort von Boston. Sie wurde zu Ehren der englischen Stadt Cambridge benannt, in der die Gründerväter der Stadt studiert hatten (Universität Cambridge). Cambridge ist durch die Harvard University und das Massachusetts Institute of Technology bekannt – zwei der renommiertesten Universitäten der Welt. Das U.S. Census Bureau hat bei der Volkszählung 2020 eine Einwohnerzahl von 118.403 ermittelt.
Cambridge befindet sich im Middlesex County im US-Bundesstaat Massachusetts. Die Bezirksregierung wurde 1997 abgeschafft und besteht heute lediglich als geografische Einheit fort; Cambridge und Lowell waren zuvor die Kreisstädte des Countys.

## Über die Stadt
Die Bevölkerungsstruktur ist vielschichtig, in Cambridge leben verschiedenste Menschen – vom Harvard-Professor bis zum ärmsten Immigranten. Diese Vielfältigkeit trägt zu der liberalen Atmosphäre bei und kann in gewisser Hinsicht verglichen werden mit der Universitätsstadt Berkeley in Kalifornien. Aufgrund der berühmten liberalen Politik nennt man die Stadt oft „The People’s Republic of Cambridge“; politische Organisatoren versammeln sich regelmäßig am U-Bahnhof Harvard Square.
Cambridge ist „The City of Squares“ genannt worden, höchstwahrscheinlich weil die meisten seiner Hauptstraßenkreuzungen als „Squares“ bekannt sind. Sehr wenige „Squares“ haben vier Seiten. Jeder dieser „Squares“ funktioniert als eine Art Nachbarschaftszentrum. Dazu gehören:
- Kendall Square, geformt durch die Kreuzung von Broadway, Main Street und Third Street. Direkt über die „Longfellow Bridge“ aus Boston, am östlichen Ende des MIT-Campus. Die Station Kendall/MIT wird von der MBTA Red Line U-Bahn angefahren. Eine florierende biotechnologische Industrie hat sich in dieser Gegend entwickelt, zu großen Teilen aufgrund der energischen Anstrengungen von MIT-Studenten.
- Central Square, geformt durch die Kreuzung von Massachusetts Avenue, Prospect Street und Western Avenue. Dies ist womöglich das Gebiet Cambridges, welches einer Innenstadt am nächsten kommt. Es ist außerdem bekannt für seine Vielfalt ethnischer Restaurants. Noch in den späten 1990ern war die Gegend eher heruntergekommen; erst in den letzten Jahren ist sie mondäner geworden. Lafayette Square, geformt durch die Kreuzung von Massachusetts Avenue, Columbia Street, Sidney Street und Main Street, wird als ein Teil des Central-Square-Gebietes angesehen.
- Harvard Square, geformt durch die Kreuzung von Massachusetts Avenue, Brattle Street und JFK Street. Dies ist der Sitz der Harvard-Universität, der ältesten Universität in den Vereinigten Staaten. Wie Central Square ist Harvard Square erst in den letzten Jahren eleganter geworden. Er enthält viele interessante Geschäfte und hat die höchste Dichte von Buchläden im ganzen Land.
- Porter Square, etwa eine Meile Massachusetts Avenue hoch aus Richtung Harvard, geformt durch die Kreuzung von Massachusetts Avenue und Somerville Avenue. Er wird von der MBTA Red Line U-Bahn angefahren.
- Inman Square, an der Kreuzung von Cambridge Street und Hampshire Street in Ost-Cambridge.
- Lechmere Square, an der Kreuzung von Cambridge Street und First Street, beim Galleria Einkaufszentrum. Er wird von der MBTA Green Line U-Bahn angefahren.

Auch wenn man oft gedruckte Verweise auf die „Boston/Cambridge Area“ sieht, bevorzugt Cambridge eine Bewahrung seiner eigenen Identität. Dies ist durchaus angemessen, da es eine große Anzahl von Arbeitsstellen in Cambridge gibt und einige Teile der Stadt sogar urbaner sind als Teile von Boston. In diesem Zusammenhang stellt die Stadt auch eine principal city der Metropolregion Greater Boston dar.

## Geographie

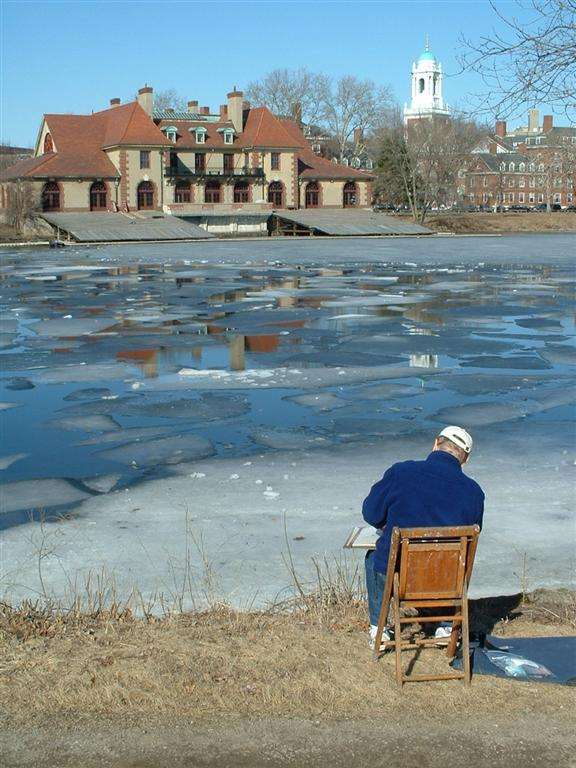
Blick von Boston auf Harvard’s Weld Boathouse und Cambridge; im Vordergrund der Charles River

Im Osten und Süden der Stadt grenzt Cambridge an Boston, im Norden an Somerville und Arlington und im Westen an Watertown und Belmont.

## Bevölkerung
Auf dem Stand der Volkszählung von 2000 haben 101.355 Einwohner, 42.615 Haushalte und 17.599 Familien ihren Wohnsitz in der Stadt. Die Bevölkerungsdichte beträgt 6086,1/km2 (15.766,1/mi2). Es gibt 44.725 Wohntrakte bei einer durchschnittlichen Dichte von 2685/km2 (6957,1/mi2). 68,10 % der Stadtbevölkerung sind weiß, 11,92 % afroamerikanisch, 0,29 % amerikanische Ureinwohner, 11,88 % asiatisch, 0,08 % pazifischer Abstammung, 3,19 % anderer Ursprünge und 4,56 % von zwei oder mehr Ethnien abstammend. 7,36 % der Bevölkerung sind Hispanics oder Latinos jeglicher Herkunft.
Es gibt 42.615 Haushalte, von denen 17,6 % Kinder unter 18 bei sich leben haben, 29,1 % sind verheiratete, zusammenlebende Pärchen, 9,7 % haben einen weiblichen Haushaltsvorstand und 58,7 % bestehen nicht aus Familien. 41,4 % aller Haushalte sind Einzelpersonen und in 9,2 % aller Haushalte lebt nur eine Person, die 65 Jahre oder älter ist. Die durchschnittliche Haushaltsgröße ist 2,03 und die durchschnittliche Familiengröße beträgt 2,83.
In der Stadt ist die Altersstruktur der Bevölkerung gestreut mit 13,3 % unter 18 Jahren, 21,2 % von 18 bis 24, 38,6 % von 25 bis 44, 17,8 % von 45 bis 64 und 9,2 % mit einem Alter von 65 Jahren oder mehr. Das Durchschnittsalter beträgt 30 Jahre. Auf 100 Frauen kommen 96,1 Männer. Auf 100 Frauen mit 18 Jahren oder älter entfallen 94,7 Männer.
Das mittlere Einkommen eines Haushaltes in der Stadt beträgt 47.979 Dollar und das durchschnittliche Einkommen für eine Familie 59.423 Dollar. Männer haben ein durchschnittliches Einkommen von 43.825 Dollar gegenüber 38.489 Dollar für Frauen. Das Pro-Kopf-Einkommen für die Stadt beträgt 31.156 Dollar. 12,9 % der Bevölkerung und 8,7 % der Familien leben unterhalb der Armutsgrenze. Unter allen in Armut lebenden Menschen sind 15,1 % unter 18 Jahre alt und 12,9 % 65 Jahre oder älter.
| Jahr | Einwohner 1 |
| ---- | ----------- |
| 1980 | 095.322     |
| 1990 | 095.802     |
| 2000 | 101.322     |
| 2010 | 105.201     |
| 2020 | 118.403     |

## Gesetz und Regierung
Cambridge hat einen aus neun Mitgliedern bestehenden Stadtrat und ein sechsköpfiges Schulkomitee. Die Stadtverordneten und Komiteemitglieder werden alle zwei Jahre anhand des Single-transferable-vote (STV)-Systems gewählt. Seit der Auflösung der New York City Community School Boards im Jahr 2002 ist der Rat ungewöhnlicherweise der einzige Verwaltungsrat der Vereinigten Staaten, der STV benutzt.
Der Bürgermeister wird von und aus den Stadtverordneten gewählt, dient als Vorsitzender der Stadtratsversammlungen und sitzt außerdem im Schulkomitee. Dennoch ist der Bürgermeister nicht der Chief Executive der Stadt. Diese Rolle übernimmt eher der City Manager, der vom City Council ernannt wird.

## Verkehr
Cambridge wird von der U-Bahn-Linie Red Line des Verkehrsunternehmens Massachusetts Bay Transportation Authority (MBTA) bedient, diese stellt auch die Verbindung mit der Nachbarstadt Boston dar. Innerhalb der Stadt verkehren die vier Linien des Oberleitungsbus Cambridge und diverse Omnibuslinien, auch für die straßengebundenen Verkehrsmittel ist die MBTA zuständig.

## Universitäten, Colleges, Schulen
- Harvard-Universität
- Massachusetts Institute of Technology
- HULT International Business School
- Lesley College
- Cambridge College

Ehemalige:
- Radcliffe College (Harvard-Universität)
- Cambridge Rindge and Latin School (CLRS, als Cambridge Latin School bzw. Grammar School 1648 von Master Elijah Corlett gegründet, 1977 mit der jüngeren technischen Rindge School fusioniert)

## Städtepartnerschaften
Mit sieben Städten pflegt Cambridge aktive Partnerschaften:
| - Coimbra, Portugal, seit 1982 - Gaeta, Italien, seit 1982 - Tsukuba, Japan, seit 1983 - San José Las Flores, El Salvador, seit 1987 | - Jerewan, Armenien, seit 1987 - Galway, Irland, seit 1997 - Les Cayes, Haiti, seit 2014 |

## Söhne und Töchter der Stadt
- Eleanor Hallowell Abbott (1872–1958), Dichterin, Romanschriftstellerin und Kinderbuchautorin
- Fred Allen (1894–1956), Schauspieler, Komiker und Radiomoderator
- Svetlana Alpers (* 1936), Professorin für Kunstgeschichte an der UC Berkeley, Kalifornien
- Leroy Anderson (1908–1975), Komponist
- Jonathan Beckwith (* 1935), Biochemiker, Mikrobiologe und Genetiker
- Herbert Berliner (1882–1966), kanadischer Musikproduzent und Erfinder
- Hiram Bingham IV. (1903–1988), Diplomat
- Traci Bingham (* 1968), Model und Schauspielerin
- Phil Brown (1916–2006), Schauspieler
- Bhumibol Adulyadej (1927–2016), König von Thailand
- Charles Bickford (1891–1967), Schauspieler
- Washington Blanchard (1808–1855), Miniaturmaler und Lithograf
- Noah Bless (* 1968), Jazzmusiker
- Percy Williams Bridgman (1882–1961), Physiker und Nobelpreisträger
- Paul Broadnax (1926–2018), Jazzmusiker
- Leon Campbell (1881–1951), Astronom
- Ian Clark (* 1970), Beachvolleyballspieler
- E. E. Cummings (1894–1962), Dichter und Schriftsteller
- Matt Damon (* 1970), Schauspieler
- Susan Davis (* 1944), Politikerin
- Robert Deeley (* 1946), katholischer Bischof von Portland
- Bill Elgart (* 1942), Jazzschlagzeuger
- Miriam Elhajli (* ≈1997), Musikerin und Musikwissenschaftlerin
- Charles Eliot (1859–1897), Landschaftsarchitekt
- Chuck Folds (* 1938), Jazzpianist
- Frank Fontaine (1920–1978), Komiker und Sänger
- Nnenna Freelon (* 1954), Jazzsängerin
- David Gilmore (* 1964), Jazzmusiker
- Marque Gilmore, Perkussionist und Schlagzeuger
- Paul Michael Glaser (* 1943), Schauspieler
- William Caspar Graustein (1888–1941), Mathematiker
- Stephen Greenblatt (* 1943), Literaturwissenschaftler
- Jerry Grossman (* 1950), Cellist
- William Dodd Hathaway (1924–2013), Politiker
- Edward D. Hayden (1833–1908), Politiker
- Richard Hayman (1920–2014), US-amerikanischer Mundharmonikaspieler, Arrangeur, Dirigent und Komponist
- Thomas F. Healy (1931–2004), Generalleutnant der United States Army
- Robert Herrick (1868–1938), Schriftsteller und kommissarischer Gouverneur der Amerikanischen Jungferninseln
- George L. Hersey (1927–2007), Kunst- und Architekturhistoriker
- Edward Burlingame Hill (1872–1960), Komponist
- Johnny Hodges (1906–1970), Altsaxophonist des Swing
- Oliver Wendell Holmes, Sr. (1809–1894), amerikanischer Arzt und Schriftsteller
- Lois Howe (1864–1964), Architektin
- Anna Hyatt Huntington (1876–1973), Bildhauerin
- Joe Hyams (1923–2008), Journalist und Schriftsteller
- Louis Francis Kelleher (1889–1946), Weihbischof in Boston
- Kittie Knox (1874–1900), Radsportlerin
- Steve Leach (* 1966), Eishockeyspieler und -trainer
- Neil Leonard (1927–2012), Autor und Hochschullehrer
- Isaiah Likely (* 2000), Footballspieler
- David M. Livingston (1941–2021), Genetiker, Krebsforscher und Professor an der Harvard Medical School
- Richard Lourie (* 1940), Schriftsteller, Übersetzer und Publizist
- James Russell Lowell (1819–1891), Lyriker, Essayist, Herausgeber, Hochschullehrer und Diplomat
- Jessica Lurie (* 1967), Jazzmusikerin
- Franc Luz (* 1950), Filmschauspieler
- Frank Lynes (1858–1913), Komponist, Organist und Musikpädagoge
- Fred MacIsaac (1886–1940), Science-Fiction-Autor
- Raphe Malik (1948–2006), Free-Jazz-Trompeter
- Anne McCaffrey (1926–2011), Science-Fiction-Schriftstellerin
- Erica McDermott (* 1973), Schauspielerin
- Christopher Robin Miller (* 1969), Schauspieler und Synchronsprecher
- Douglass North (1920–2015), Ökonom und Wirtschaftshistoriker
- Joan O’Brien (1936–2025), Schauspielerin und Sängerin
- Harry Oster (1923–2001), Musikethnologe
- Devika Parikh (* 1966), Schauspielerin
- Charles S. Peirce (1839–1914), Mathematiker, Philosoph und Logiker
- Edward Charles Pickering (1846–1919), Astronom und Physiker, Bruder von William Henry Pickering
- Samuel M. Pinsly (1899–1977), Eisenbahnunternehmer
- Douglas Preston (* 1956), Schriftsteller
- Richard Preston (* 1954), Schriftsteller
- Alan Rachins (1942–2024), Schauspieler
- Alex Rocco (1936–2015), Schauspieler
- Edward Royce (1886–1963), Komponist und Musikpädagoge
- Lloyd S. Shapley (1923–2016), Wirtschaftswissenschaftler und Mathematiker, Nobelpreisträger
- Edmund Ware Sinnott (1888–1968), Botaniker und Philosoph der Biologie
- Ezra Stiles Gannett (1801–1871), unitarischer Pfarrer und Theologe
- Russi Taylor (1944–2019), Synchronsprecherin
- Sam Waterston (* 1940), Schauspieler
- Arthur Whiting (1861–1936), Komponist, Organist und Pianist
- Jonathan Wiesen (* 1968), Historiker
- Nathaniel Jarvis Wyeth (1802–1856), Erfinder und Geschäftsmann